# Myripristis woodsi
Myripristis woodsi là một loài cá biển thuộc chi Myripristis trong họ Cá sơn đá. Loài này được mô tả lần đầu tiên vào năm 1974.

## Từ nguyên
Từ định danh woodsi được đặt theo tên của Loren Paul Woods (1913–1979), nhà ngư học người Mỹ từng làm việc tại Bảo tàng Lịch sử Tự nhiên Field (Chicago), người đầu tiên nhận ra loài này khác biệt.

## Phạm vi phân bố và môi trường sống
M. woodsi có phân bố tập trung ở các đảo quốc trên Thái Bình Dương (trừ quần đảo Hawaii, nhóm Pitcairn và đảo Phục Sinh), từ các đảo thuộc Micronesia trải dài về phía đông nam đến quần đảo Tuamotu (Polynésie thuộc Pháp), ngược lên phía bắc đến quần đảo Ogasawara và đảo Minami Tori-shima (Nhật Bản), về phía nam đến Nouvelle-Calédonie.
M. woodsi sống tập trung trên các rạn san hô ngoài khơi cũng như trong đầm phá, có thể được tìm thấy ở độ sâu đến ít nhất là 20 m.

## Mô tả
Chiều dài cơ thể lớn nhất được ghi nhận ở M. woodsi là 26,5 cm. M. woodsi có một đốm trắng ở phía trên của gốc vây ngực, gần kề với đốm màu đỏ sẫm (gần như đen) ở gốc vây ngực. Viền trước màu trắng ở vây bụng và các vây mềm khác.
Số gai ở vây lưng: 11; Số tia ở vây lưng: 13–14; Số gai ở vây hậu môn: 4; Số tia ở vây hậu môn: 12–13; Số vảy đường bên: 30–34.

## Sinh thái
Thức ăn của M. woodsi là các loài động vật phù du.